# Banco Itaú Paraguay
Banco Itaú Paraguay S.A. wurde 1978 als Interbanco SA gegründet und ist Eigentum der Nationalbank von Brasilien. Im Jahr 1995 wurde sie von der Unibanco-Gruppe übernommen. Als Ergebnis der Fusion zwischen Unibanco und Banco Itaú im Jahr 2008 wurde sie 2010 in Banco Itaú Paraguay S.A. umbenannt. Itaú gilt als die größte Bank in Paraguay. Jose Britez Infante übernahm Ende 2020 das Amt des CEO und löste damit den Brasilianer Andre Gailey ab; es ist das erste Mal, dass ein Paraguayer diese Position innehat.